# OMR Festival
Das OMR Festival zählt zu den größten Events der Marketing- und Digitalbranche Europas. Im Jahr 2024 besuchten mehr als 67.000 Menschen die Fachmesse in Hamburg. An zwei Tagen dreht sich hier alles um aktuelle Digital- und Marketingthemen: von Plattformen und Künstliche Intelligenz, über E-Commerce und CRM bis hin zu Finance, HR, Sport, Nachhaltigkeit und Diversität. Auf einer Fläche von 100.000 m² bietet die Fachmesse ein umfassendes Programm aus Konferenz, Masterclasses, Guided Tours, Side Events und Expo.

## OMR Festival

### Bühnenprogramm
Rund 800 Referent*innen diskutieren auf fünf verschiedenen Bühnen über aktuelle Trends und Entwicklungen aus Marketing und Digitalwirtschaft – darunter Branchenexpert*innen, Influencer*innen sowie Entscheider*innen aus Wirtschaft, Marketing, Popkultur und Politik. Dabei sind u. a.:
- Dirk Nowitzki, Hall-of-Fame-Athlet und Werbeikone
- Amy Webb, Technologie-Wissenschaftlerin und Gründerin des Future Today Institute
- Angela Ahrendts DBE, ehemals Senior Vice President bei Apple Retail und CEO bei Burberry
- Scott Galloway, Autor, Professor an der NYU Stern School of Business und Stammgast beim OMR Festival

### FFWD25 auf dem OMR Festival
Erstmals finden 2025 auch die Inhalte von Finance Forward, das sich der digitalen Transformation der Finanzwelt widmet, im Gesamtprogramm und auf den verschiedenen Bühnen des OMR Festivals statt. Für die Besuchenden bedeutet das: noch mehr relevante Digitaltrends, Marketing Cases und Impulse aus verschiedenen Branchen.

### OMR Expo
Die OMR Expo bringt seit 2015 rund 1.000 Ausstellende und Partner mit einem Fachpublikum aus der Digital-, Marketing- und Medienbranche zusammen. Neben Techkonzernen wie Google, SAP und Amazon präsentieren KMUs und Startups innovative Tools, Technologien und Geschäftsideen. Bereits zum vierten Mal in Folge ist Vodafone Content Partner des OMR Festivals und präsentiert auch bei OMR25 die Red Stage.

### Masterclasses
Branchenexpert*innen und Unternehmen vermitteln den Besuchenden praktisches Wissen, stellen neue Tools und Technologien vor und teilen exklusive Insights aus der Marketingszene. Das Themenspektrum reicht von Content-Marketing, E-Commerce und Social Media bis hin zu Künstliche Intelligenz, Finance und Nachhaltigkeit (Bewerbung vorab erforderlich).

### Guided Tours
Guides führen die Besuchenden zu ausgewählten Themen über das OMR25-Messegelände. Die Teilnehmenden erhalten spannende Einblicke und Hintergründe zu Bereichen wie B2B-Marketing, E-Commerce, KI oder auch Behind-the-Scenes-Einblicke bei OMR. Auf den Touren lernen sie zudem thematisch passende Ausstellende kennen (Bewerbung erforderlich).

### Side Events
Side Events bieten Teilnehmenden die Möglichkeit, sich im kleineren Rahmen mit anderen Professionals aus der Branche auszutauschen und zu vernetzen. Die Side Events, die OMR gemeinsam mit ausgewählten Partnern organisiert, finden rund um das Festival in direkter Nähe zur Messe statt (Bewerbung erforderlich).
Ein kulinarisches Rahmenprogramm, Stand Partys sowie Live Konzerte – in den vergangenen Jahren u. a. von Künstler*innen wie Macklemore, Tokio Hotel oder Shirin David – runden das Programm ab.

## Was ist eigentlich OMR?

### OMR Festival: Die Anfänge
Im Jahr 2011 organisierte Philipp Westermeyer erstmals ein Seminar zum Thema Online-Marketing. 150 Freund*innen, Bekannte und Geschäftspartner*innen waren in der Bucerius Law School dabei. Die Nachfrage war groß und so wanderte die Veranstaltung in den folgenden Jahren in den Musikclub Große Freiheit 36, ins Stage Theater von „König der Löwen“ im Hamburger Hafen und schließlich in die Hamburger Messehallen. Über die Jahre hinweg entwickelte sich das Event zu einer Fachmesse.
Im Jahr 2024 besuchten mehr als 67.000 Menschen aus der Marketing- und Digitalszene das OMR Festival in Hamburg.

## Zielgruppe des OMR Festivals
Das OMR Festival richtet sich als B2B-Messe vorrangig an Geschäftsführer und Marketing-Verantwortliche aller Unternehmensgrößen, die sich über die Möglichkeiten und Lösungen des Digitalen Marketings informieren und austauschen möchten.

## Historie

### 2026
Die nächste Veranstaltung findet am 7. und 8. Mai 2026 in Hamburg statt.

### 2025
In diesem Jahr fand das OMR Festival mit rund 67.000 Besuchenden am 6. und 7. Mai statt. Neben Hollywood-Star Ryan Reynolds, der über seine Marketingaktivitäten sprach, waren auch Basketball-Legende Dirk Nowitzki, Zukunftsforscherin Amy Webb und Comedienne Enissa Amani unter den Speakern. Unter anderem traten Zartmann, Miss Leema, Sido sowie die Crux Pistols als Teil des Musikprogramms auf.

### 2024
In diesem Jahr fand das Festival am 7. und 8. Mai statt. Die Anzahl der Besucher ist gesunken von 72.000 Besuchern auf etwa 67.000 Besucher. Folgende Gäste waren zu sehen: Kim Kardashian, Rick Rubin, Tim Ferris, Robert Habeck, Christian Lindner, Scott Galloway, Jeff Koons. Als musikalische Künstler trat unter anderem Tokio Hotel, Shirin David und Paula Hartmann auf.

### 2023
Bei der von etwa 72.000 Besuchern besuchten Veranstaltung am 9. und 10. Mai waren folgende Gäste zu sehen: Tennisspielerin Serena Williams, Influencerin Pamela Reif, Ökonom Nouriel Roubini, Influencerin Carmen Kroll, die Vorstandsvorsitzenden von Deutsche Bank und SAP, Christian Sewing und Christian Klein, Klimaschutzaktivistin Luisa Neubauer und weitere. Als musikalischer Künstler trat unter anderem Macklemore auf.

### 2022
Nach zwei Jahren Pause fand das OMR-Festival am 17. und 18. Mai 2022 erneut auf dem Hamburger Messegelände mit 70.000 Besuchern statt. Auf der Veranstaltung haben gesprochen und sind aufgetreten unter anderem der Hollywood-Regisseur Quentin Tarantino, der US-amerikanische Schauspieler Ashton Kutcher, der niederländische Bestseller-Autor Rutger Bregman, Harvard-Professorin Anita Elberse, Start-Up-Investorin Lea-Sophie Cramer, Unternehmerin Verena Pausder, Musikband Kraftklub, Rapper RIN, Rapper Marteria und Musikerin Zoe Wees.

### 2021
Wegen der anhaltenden COVID-19-Pandemie musste auch 2021 das für den 4. und 5. Mai anberaumte OMR-Festival auf dem Hamburger Messegelände ausfallen.

### 2020
Das OMR-Festival, das 2020 für den 12. und 13. Mai angesetzt war, wurde im März wegen der COVID-19-Pandemie abgesagt.

### 2019

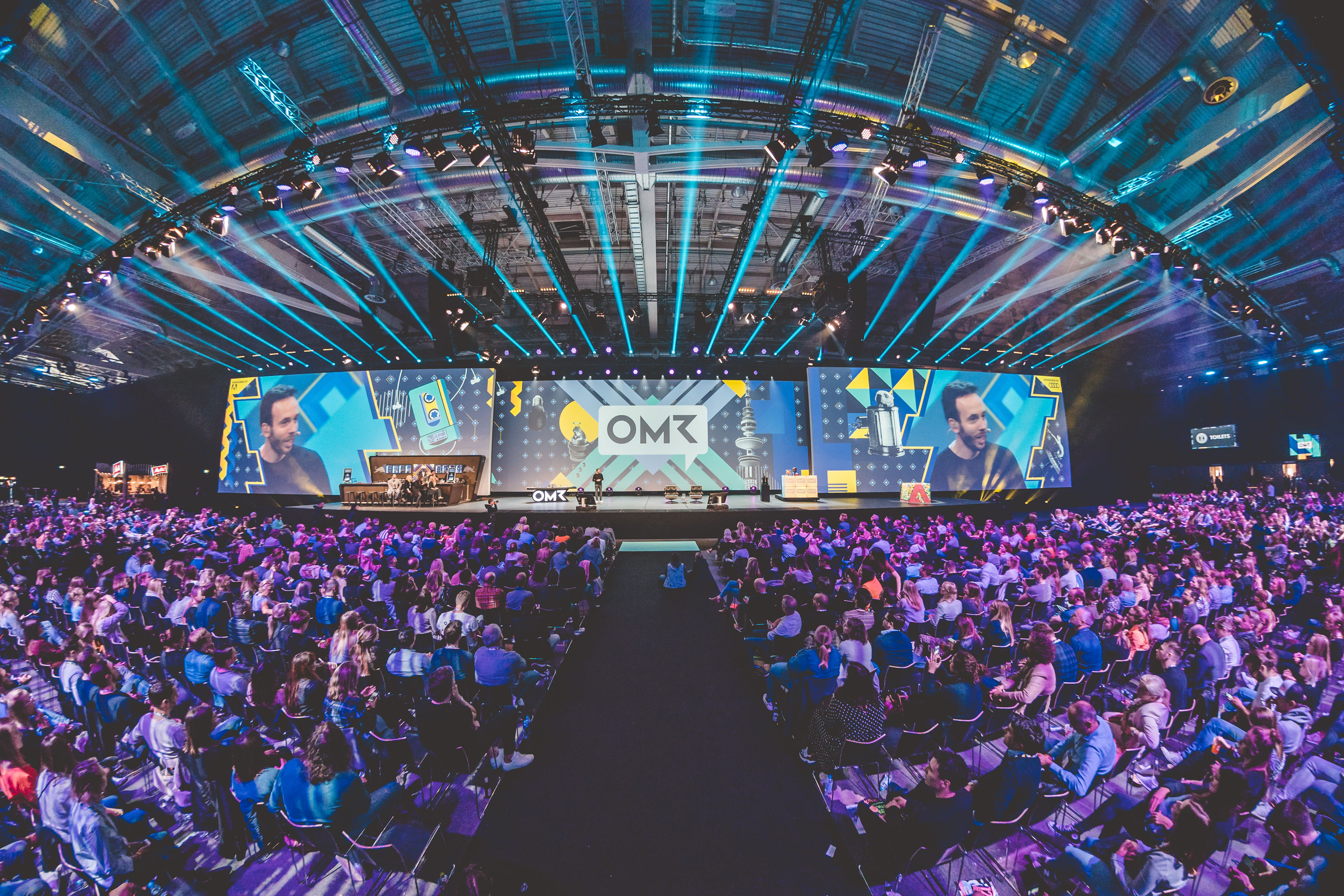
Conference Stage OMR19 / State of the German Internet

Das OMR-Festival fand 2019 erstmals im Mai (7./8. Mai) statt. Seitens des Veranstalters wurde der terminliche Umzug mit überschneidenden Feiertagen und fehlender Kapazitäten im Februar/März in der Hamburg Messe begründet. Insgesamt verzeichneten Expo und Konferenz 52.000 Besucher, über 600 Speaker und 400 Aussteller.
Auf vier Bühnen sprachen u. a. der israelische Historiker Yuval Noah Harari, Singer-Songwriterin Ellie Goulding, die Unternehmerin Bozoma Saint John, der Gründer der App Headspace Andy Puddicombe, Bundesjustizministerin Katarina Barley, JD.com Vice President Bowen Zhou, Darts-Legende Phil Taylor, Moderator Joko Winterscheidt, Juso-Bundesvorsitzender Kevin Kühnert, Runtastic-Co-Gründer Florian Gschwandtner, CDU-Generalsekretär Paul Ziemiak, die YouTuber Fynn Kliemann, Dagi Bee und Die Lochis sowie die Unternehmerin Verena Bahlsen, die für eine Aussage zum Kapitalismus in ihrer Rede im Nachhinein medial kritisiert wurde.
Im Rahmen der Partys an beiden Abenden traten u. a. Scooter und die Rapper Dendemann, Trettmann, Casper und Marteria auf.

### 2018
Das OMR Festival 2018 fand am 22. und 23. März in fünf Hallen (65.000 Quadratmeter) der Hamburger Messehallen statt. 40.000 Besucher und mehr als 300 Aussteller aus dem In- und Ausland nahmen daran teil. In 120 Masterclasses, auf zwei Expo-Bühnen und der Konferenz traten über 300 Redner auf. U. a. standen Andrus Ansip, Vizepräsident der Europäischen Kommission, Nasty Gal-Gründerin Sophia Amoruso, Lars Ulrich, Schlagzeuger der Band Metallica, Fitness Influencerin Kayla Itsines, En Marche-Kampagnenchef Guillaume Liegey, Wirtschaftsjournalist Tim Urban (Wait But Why), Scott Galloway, L2-Gründer und Professor an der NYU Stern School of Business, Zalando-Gründer Robert Gentz, Mathias Döpfner, Vorstandsvorsitzender der Axel Springer SE, die Influencer-Zwillinge Lisa und Lena, Statistik-Experte Nate Silver, Investor Frank Thelen, die Band Deichkind, Moderatorin Lena Gerke, Douglas-CEO Tina Müller, Fashion Designer Magnus Walker, Influencerin Bianca Heinicke, mymuesli-Co-Founder Hubertus Bessau und die Rapper Bausa und Marteria auf einer der Bühnen.

### 2017
Das OMR Festival 2017 fand am 2. und 3. März 2017 in drei Hallen der Hamburger Messehallen statt. Mehr als 200 nationale und internationale Aussteller und rund 26.000 Besucher konnte die siebte Ausgabe der Kongressmesse verzeichnen. Als Gäste und Redner waren u. a. die damalige Bundeswirtschaftsministerin Brigitte Zypries (SPD), Unternehmer Gary Vaynerchuk (VaynerMedia), Iron-Maiden-Frontmann Bruce Dickinson, Youtuber Casey Neistat, die Hamburger Rapper Beginner, Trivago-Gründer Rolf Schrömgens, Die Fantastischen Vier und Facebook-Entwickler Andrew Bosworth vor Ort.
Für viel Wirbel sorgte im Nachgang der Auftritt von Alexander Nix, CEO von Cambridge Analytica, der ein Jahr später für einen der bislang größten Datenskandale (in den Medien zumeist als „Facebook-Skandal“ bezeichnet) verantwortlich gemacht wurde. Dies führte u. a. dazu, dass sich Facebook-Chef Mark Zuckerberg vor dem US-Senat und dem EU-Parlament zu den Vorwürfen äußerte und das Unternehmen seine Datenschutzbestimmungen anpasste.

### 2016
Am 25. und 26. Februar 2016 fand das OMR Festival erstmals in zwei Hallen der Hamburger Messehallen statt. 16.533 Fachbesucher zählten Expo und Konferenz. Vor 4.900 Konferenzteilnehmern sprachen u. a. Marketing-Professor Scott Galloway, Skateboard-Legende Tony Hawk, „My Little Paris“-Gründerin Fany Péchiodat, Ströer-COO Christian Schmalzl, Growth-Hacking-Experte Neil Patel sowie die Musiker Jan Delay und Udo Lindenberg.

### 2015
Vom 26. bis 28. Februar 2015 wurde mit 50 Ausstellern erstmals neben der OMR Konferenz auch die OMR Expo durchgeführt. Die OMR Konferenz fand an zwei Tagen im Theater im Hafen, die Expo an einem Tag im St. Pauli Millerntor-Stadion statt. Konferenz und Expo zählten zusammen rund 2.500 Fachbesucher. Auf der Bühne standen u. a. der damalige Hamburger Bürgermeister Olaf Scholz, Digital Marketing Experte Gary Vaynerchuk, Pinterest-Gründer Evan Sharp, Thales Teixeira, Professor für Business Administration an der Harvard School, der Hamburger Rapper Das Bo, Benjamin Bak, Gründer von Lovoo, Influencerin Liz Eswein und die Band Deichkind.

### 2014
2014 fand die Online Marketing Rockstars Konferenz am 21. Februar im Stage-Theater im Hafen statt. Mit 2.000 Besuchern war die Konferenz ausverkauft. Das Programm bestand aus zwanzig Speakern, u. a. sprach BuzzFeed-Gründer Jonah Peretti erstmals auf einer deutschen Bühne. Als weitere Gäste bzw. Redner waren Harvard Business School Professor Ben Edelman, das Hip-Hop Trio von Fettes Brot, Poetry-Slamerin Julia Engelmann, Selfmade-Records-Gründer Elvir Ombergovic und John Battelle, Gründer des Magazins Wired, vor Ort.

### 2013
Die dritte Online Marketing Rockstars Konferenz wurde am 22. Februar in der Großen Freiheit 36 veranstaltet. Knapp 1.200 Fachbesucher nahmen teil. U. a. hielten Youtuber Sami Slimani, Obama-Berater Julius van de Laar, Musiker Jan Delay, Mister Spex Geschäftsführer Mirko Caspar und Harvard Professor Jeffrey Rayport Vorträge zu den neusten Entwicklungen im digitalen Marketing.

### 2012
Am 24. Februar 2012 fand in der Großen Freiheit 36 die zweite Online Marketing Rockstars Konferenz mit 600 Teilnehmern statt. Keynotes wurden u. a. von Daniel Schiemann, ehemaliger Marketing-Dienstleister von YouPorn, Hamburg Media School Sabine Trepte, Florian Heinemann (ehemals Rocket Internet) und SEO-Experte Marcus Tandler gegeben.

### 2011
Die erste Online Marketing Rockstars Konferenz wurde am 11. Februar 2011 zusammen mit der Hamburg Media School in den Räumen der Bucerius Law School veranstaltet. Rund 200 Gäste nahmen an der Premiere der Digitalkonferenz teil. Auf der Bühne standen u. a. Idealo-Gründer Martin Sinner und ElitePartner-Gründer Arne Kahlke.